# 韦利博尔·内纳迪奇
韦利博尔·内纳迪奇（羅馬化：Velibor Nenadić，1957年4月11日—），塞尔维亚男子手球运动员。他曾代表南斯拉夫国家队参加1980年夏季奥林匹克运动会手球比赛，获得第六名。